# Autostrada A94 (Niemcy)
Autostrada A94 (niem. Bundesautobahn 94 (BAB 94) także Autobahn 94 (A94)) – autostrada w Niemczech prowadząca z zachodu na wschód na przemian z drogą B12 od skrzyżowania z drogą B2R, obwodnicy śródmiejskiej Monachium w okolice Pasawy do skrzyżowania z autostradą A3 w Bawarii.

## Odcinki międzynarodowe
Autostrada od skrzyżowania z autostradą A99 do węzła Burghausen jest częścią trasy europejskiej E552. Od roku 2008 częściowo płatna.